# Weinmannia luzoniensis
Weinmannia luzoniensis är en tvåhjärtbladig växtart som beskrevs av António José Rodrigo Vidal. Weinmannia luzoniensis ingår i släktet Weinmannia och familjen Cunoniaceae. Inga underarter finns listade i Catalogue of Life.